# Evergem
Evergem ist eine Gemeinde in der Provinz Ostflandern in Belgien. Sie hat 36.860 Einwohner (Stand 1. Januar 2024). Sie liegt 8 km nördlich von Gent am linken (westlichen) Ufer des von der niederländischen Stadt Terneuzen bis zum Hafen von Gent verlaufenden Kanals und besteht neben dem namensgebenden Hauptort aus den weiteren Ortsteilen Ertvelde, Kluizen und Sleidinge.
Die nächsten Autobahnabfahrten befinden sich bei Gent an der A10/E 40. Die Gemeinde besitzt zwei Regionalbahnhöfe in den Ortsteilen Evergem und Sleidinge an der Bahnlinie Gent – Eeklo.

## Geschichte

### Prähistorie
Seit dem Epipaläolithikum (ca. 11.000–8000 v. Chr.) und dem Mesolithikum (ca. 8000–4000 v. Chr.) gibt es erste Anzeichen der Besiedlung. Grabmonumente und Spuren prähistorischer und römischer Niederlassungen wurden gefunden. Auch gibt es große zirkuläre Strukturen, vermutlich abgeflachter Grabhügel oder Tumuli aus der Bronzezeit. Vor kurzem erst wurde eine galloromanische Niederlassung ausgegraben.

### Frühes Mittelalter
Evergem war Teil der merowingischen Krondomäne, der fiscus Marca. Im 7. Jahrhundert schenkt König Dagobert I. den fiscus Marca an die gerade gestiftete St. Bavo Abtei. Die Benennung Evergem kommt zum ersten Mal 966 als ‘Evergehem’ in der Besitzesurkunde König Lothars von Frankreich vor, worin er auf Ansuchen der St. Bavoabtei ihre Rechte bestätigt und die in seinem Reich gelegenen Besitzungen aufzählt. Der Name der Gemeinde hat sich in der Folge von „Everingahaim“ zu „Evergehem“ verändert. Nach den Einfällen der Normannen werden die Herren von Dendermonde als Vögte von Evergem angestellt. In der Mitte des 12. Jahrhunderts teilten sie ihre Macht als Herren von Evergem mit den Herren von Gavere.

### Spätmittelalter
Die ersten Jahrhunderte seines Bestehens bestand Evergem nicht mehr als aus einigen Höfen im Kalevallei: Westbeke, Overdam, das Stadtzentrum und Langerbrugge. Vielleicht wurden die großen Felder des Asschoutkouter schon für den Landbau gebraucht, aber dafür gibt es keine erhärtenden Beweise. Dasselbe gilt für die Gründe an beiden Seiten des Burggrave wo beispielsweise Wippelgem und Kerkbrugge entstanden sind. Ertvelde mit Kluizen war Teil des 'Ambacht (Amt) Assenede'. Der westliche Teil Belzele, war ein Unterteil der Vinderhouter-Merendreer Herrschaft, während Doornzele, die östliche Seite, zur Freiheit von Desteldonk gehörte.
Im späten Mittelalter sprach man von der „Grafschaft Evergem“. Diese bestand beinahe völlig aus der früheren Teilgemeinde Evergem, Wondelgem und bedeutenden Teilen von Sleidinge. 1282 wird die Grafschaft an die St. Bavoabtei verkauft. Das erste Kastell Evergems wurde im 12. Jahrhundert gebaut und diente als Landresidenz der Äbte. Bei Errichtung des Bistums Gent 1560 wurden die Bischöfe Eigentümer des Kastells, nach der Französischen Revolution gelangt es in Privatbesitz.
Die mit 10 km nur kurze Entfernung zu Gent brachte mit sich, dass viele wohlhabende Bürger aus Gent Evergem als ihren Landsitz erwählten. 

### Neuzeit
Bis zur ersten Hälfte des 18. Jahrhunderts wurde Evergem regelmäßig durch Vandalismus bei Belagerungen Gents heimgesucht und ebenso durch die Geusen. Glücklicherweise kam der Ort ohne katastrophale Ereignisse durch den Achtzigjährigen Krieg, da der Sas van Gent und der Kanal Brügge-Gent deutliche Verteidigungslinien formten.

### Industrielle Revolution
Nach vielen Jahren des Terrors durch die Franzosen am Ende des 17. Jahrhunderts folgte eine Periode des Friedens und der Wohlfahrt. Das führte auch zu einer großen Bevölkerungszunahme und weniger Platz zwischen den Höfen und Siedlungsbereichen. Als Nebenfolge wurden große Pachtgüter oft aufgeteilt, was deren Rentabilität verminderte. Die industrielle Revolution hielt 1825 Einzug mit Leinenverarbeitung, einer Brauerei, einer Geneverdestillerie und einer Bleichmittelfabrik. Evergem wurde stark von der Textilindustrie abhängig und die Krise von 1830 führte zu einer Hungersnot, furchtbarer Armut und Elend.
Mit der großflächigen Industrialisierung Gents kam für Evergem die Wende. Die Wege wurden ausgebaut, das Eisenbahnnetz entsteht und große Fabriken wurden errichtet. Dennoch ist Evergem keine Industriestadt geworden, auch nicht durch die Verbindung der ökonomisch interessanten Gebiete rund um den verbreiterten Kanal Gent–Terneuzen 1927. In der Tat ist der südliche Teil, nachdem die „Ringvaart“, die Gent umschließt, angelegt wurde, verloren gegangen und viele verbleibende fruchtbare Flächen wurden für Wohngebiete parzelliert, während der nordöstliche Teil seinen ländlichen Charakter größtenteils erhalten konnte.

## Politik

### Stadtrat
- Vooruit: 2
- Groen: 2
- VLD: 0
- CD&V: 9
- N-VA: 17
- VB: 3

Trotz absoluter Mehrheit der NVA, wurde eine Koalition mit CD&V gebildet. Sie verfügen über 26 der 33 Sitze.
- Vooruit: 5
- Voor -OVLD: 3
- Vooruit – VU: 15
- Groen: 11
- VLD: 14
- CD&V: 39
- CDV – NVA: 12
- N-VA: 43
- VB: 17

Auch hier haben NVA und CD&V mit 82 von 80 nötigen 
 Sitzen (bei 159 Sitzen) eine knappe absolute Mehrheit.
- N-VA: 43
- CD&V: 39
- VB: 17
- Vooruit – VU: 15
- VLD: 14
- CDV – NVA: 12
- Groen: 11
- Vooruit: 5
- Voor -OVLD: 3

## Partnergemeinden
Evergrem ist seit 1974 mit Großenkneten in Niedersachsen verpartnert.

## Bilder

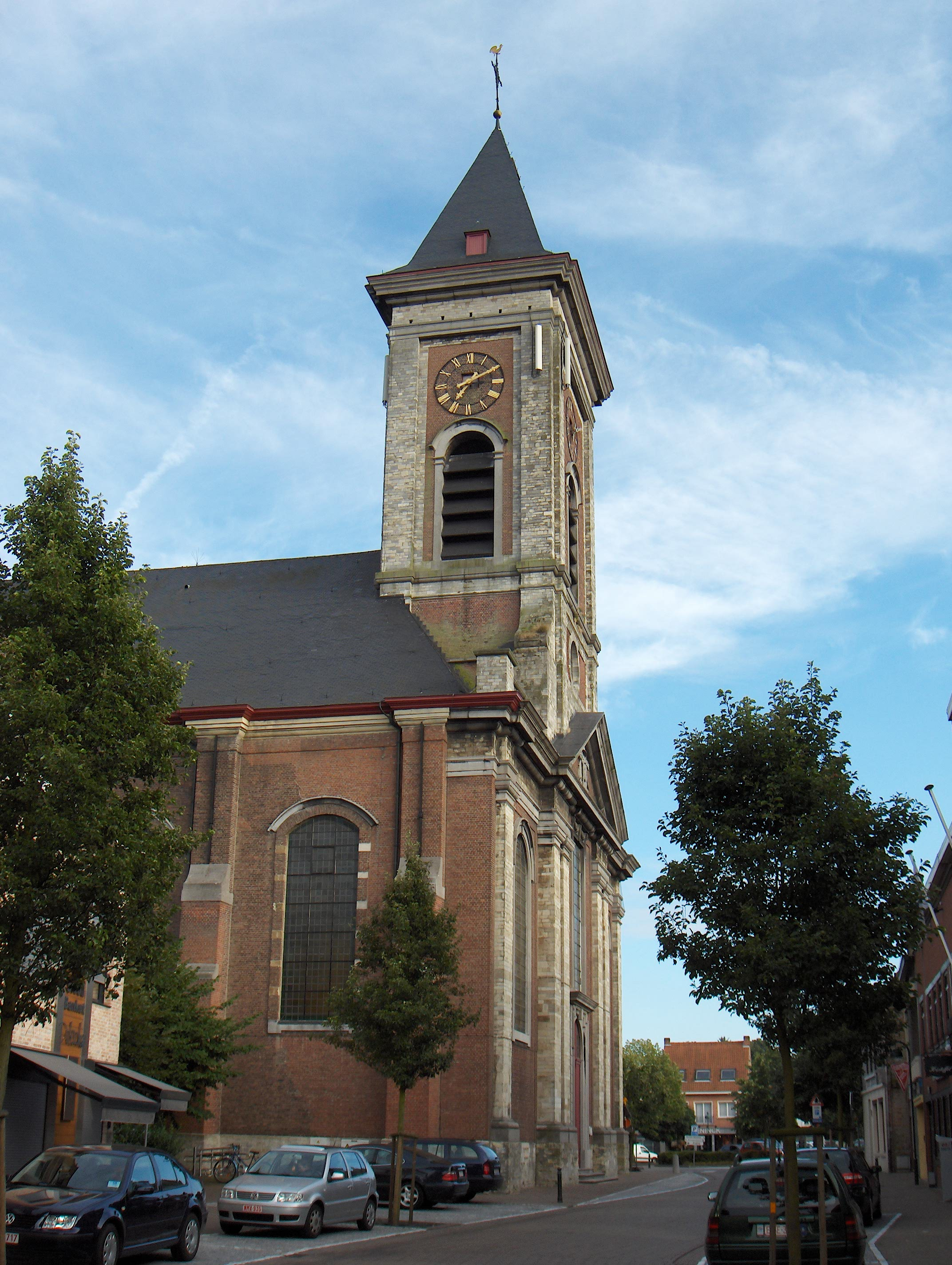
Evergem, Kirche: de Sint Kristoffelkerk
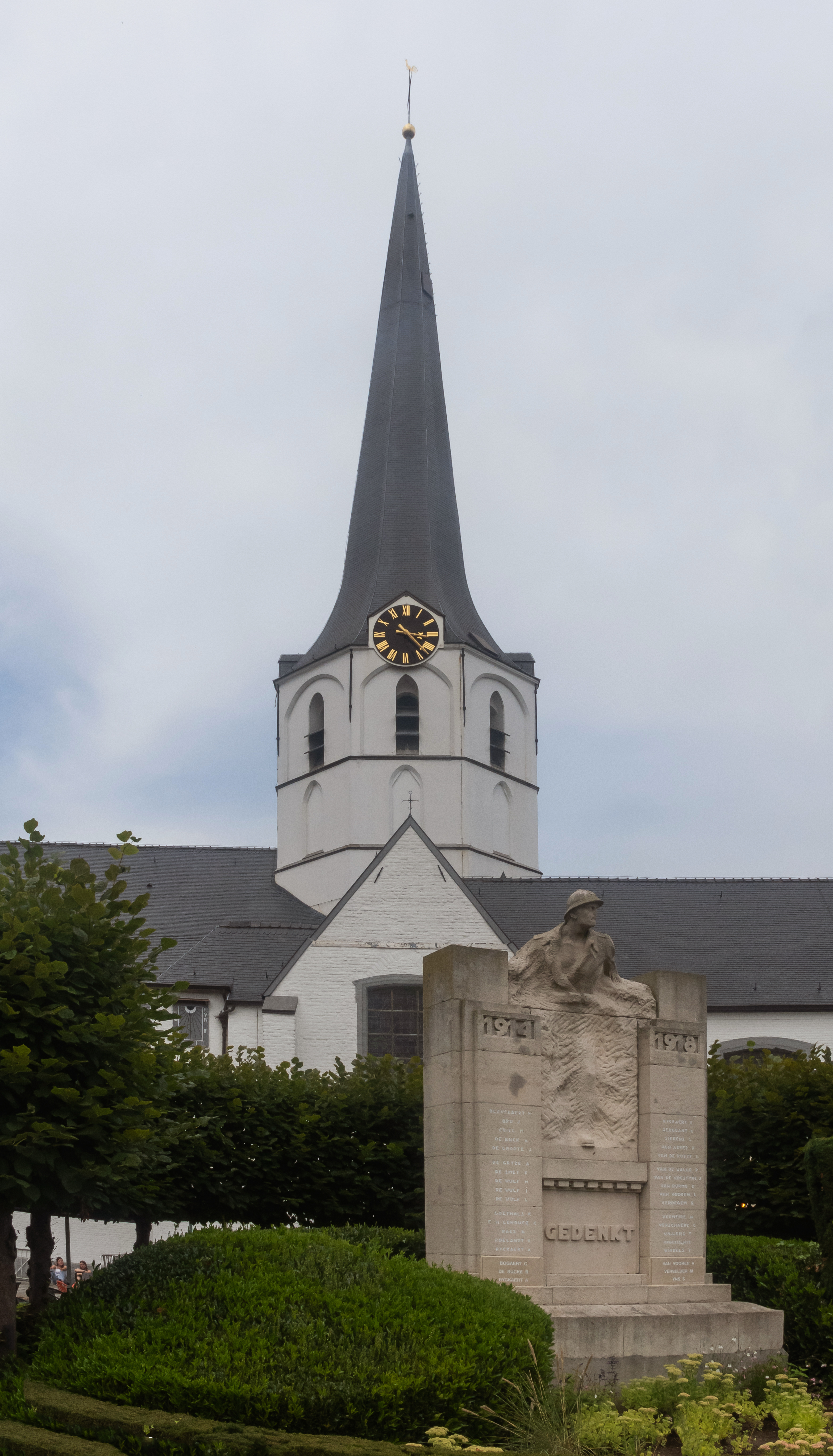
Sleidinge, Kirche: parochiekerk Sint-Joris
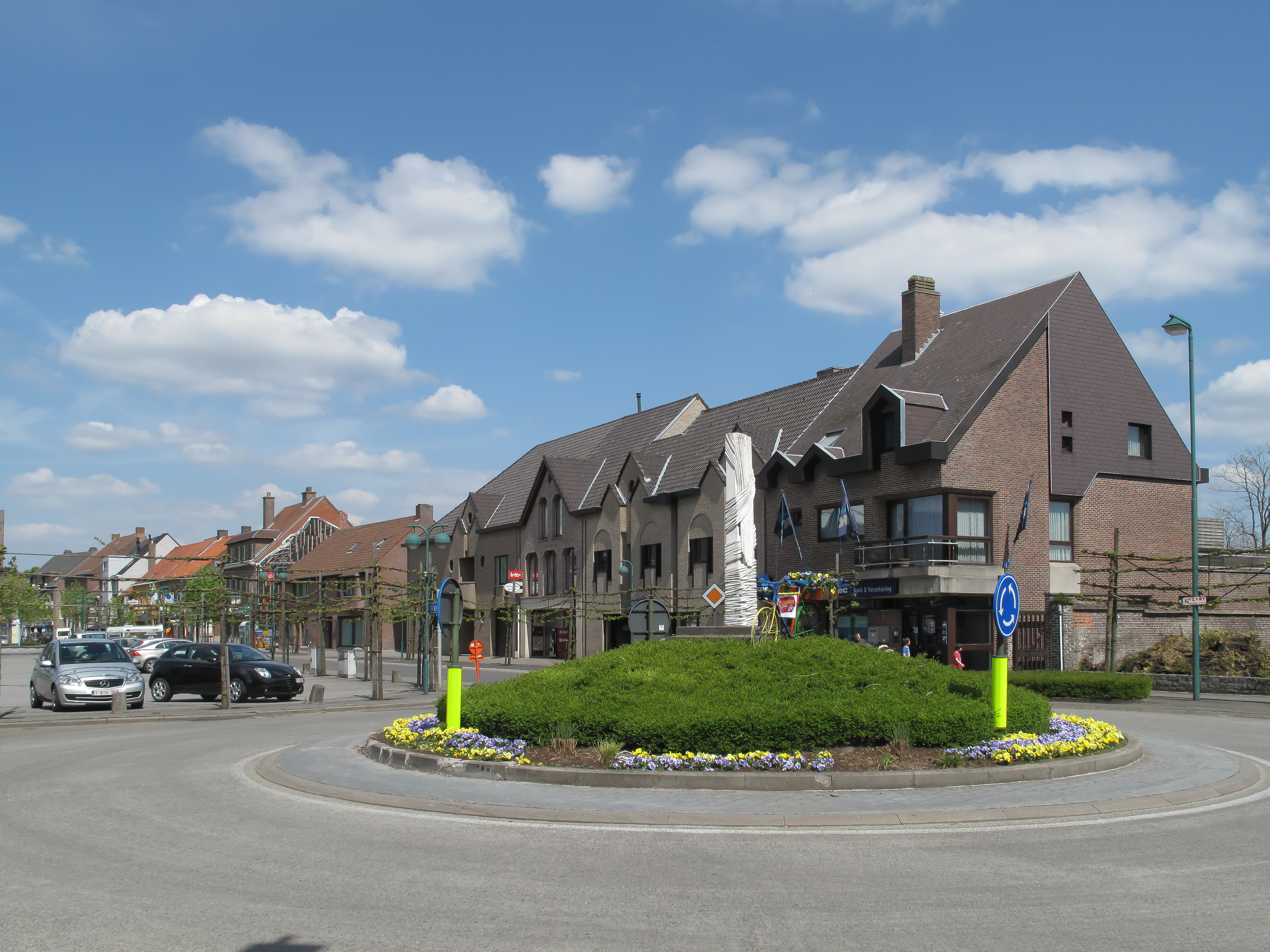
Sleidinge, Kreisverkehr
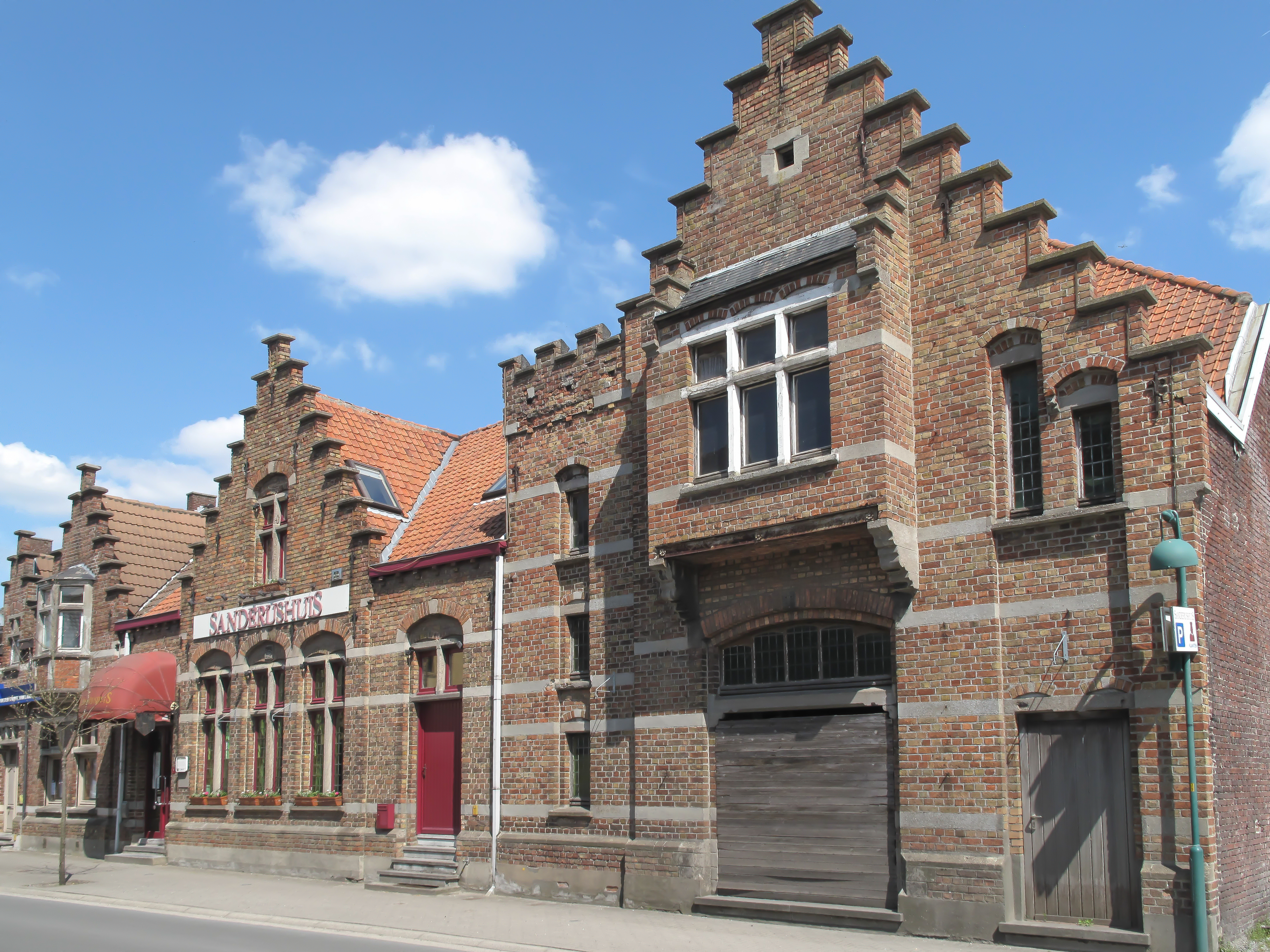
Sleidinge, Dorp 4 tm 6
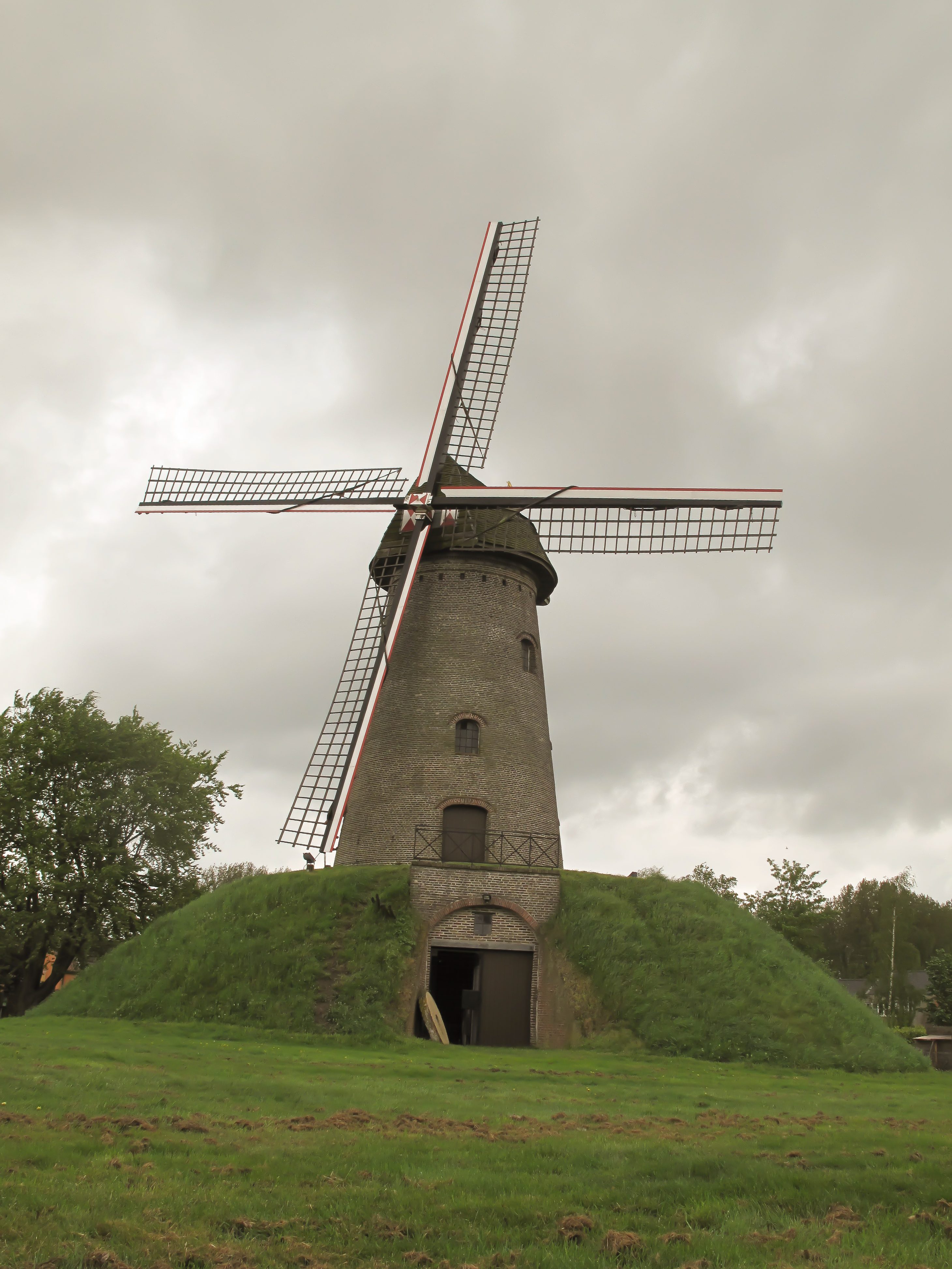
Wippelgem, Mühle: de Gerardsmolen
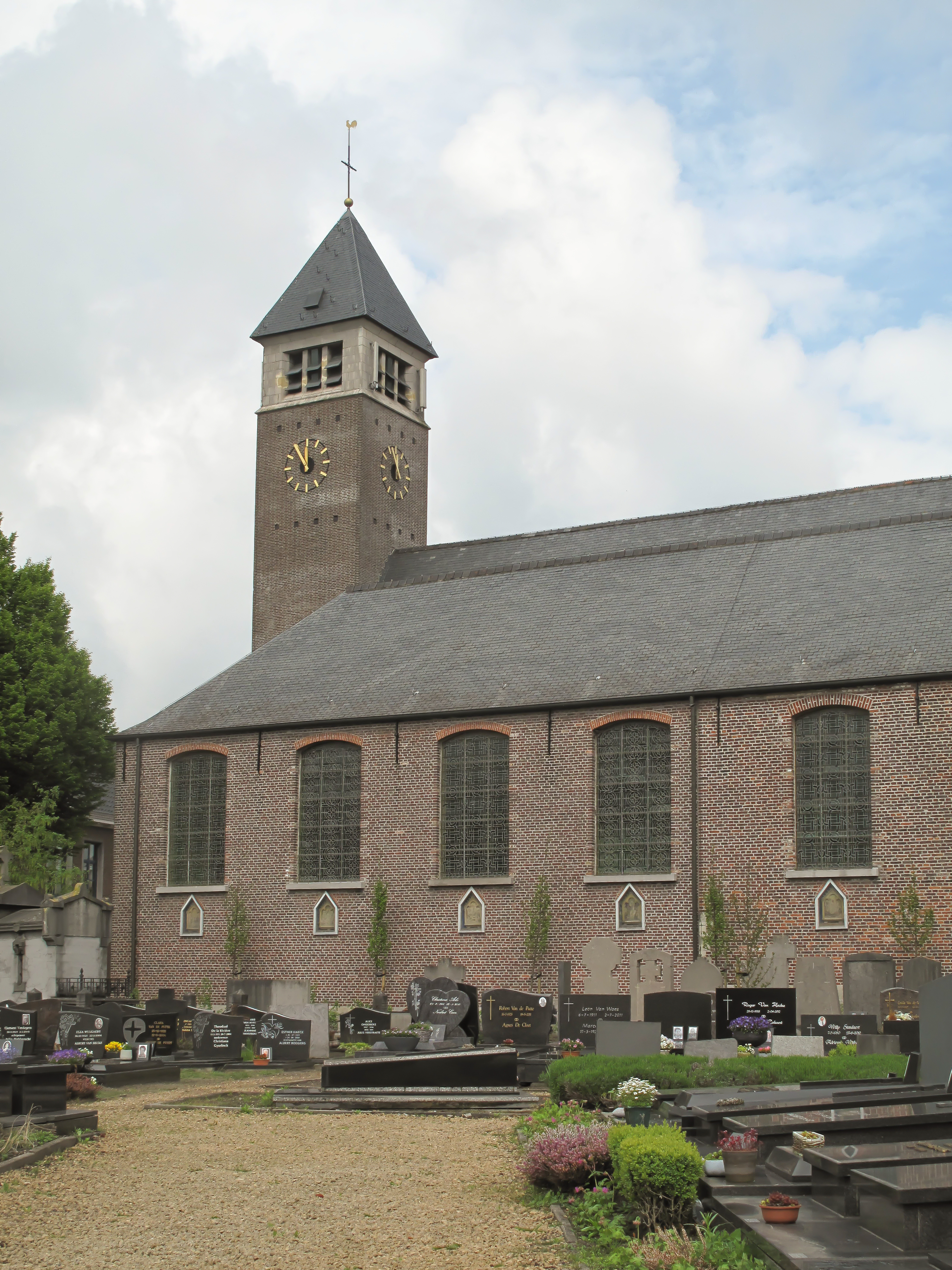
Kluizen, Kirche: de Onze Lieve Vrouw Geboortekerk
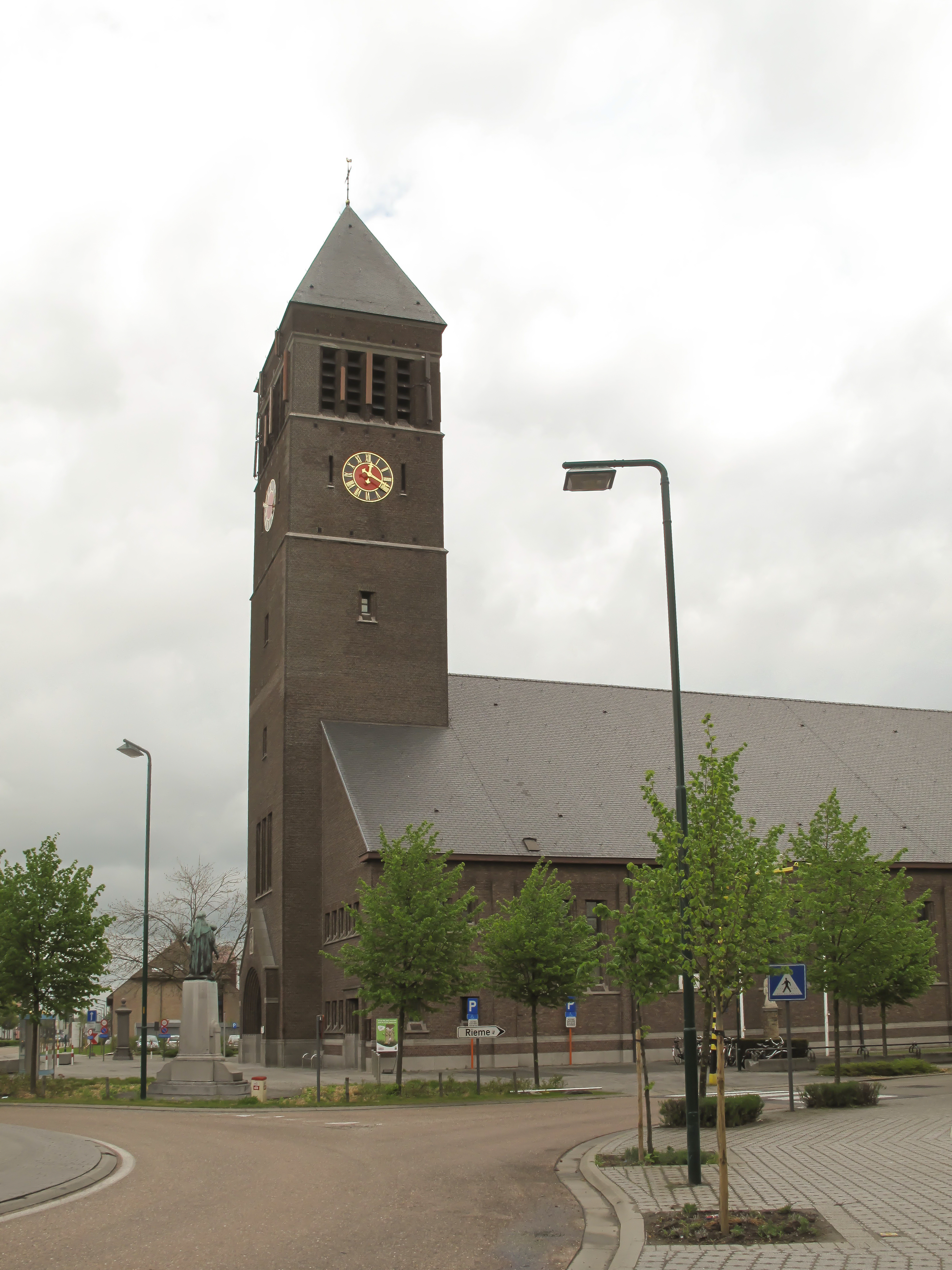
Ertvelde, Kirche: parochiekerk Onze Lieve Vrouwe Hemelvaart
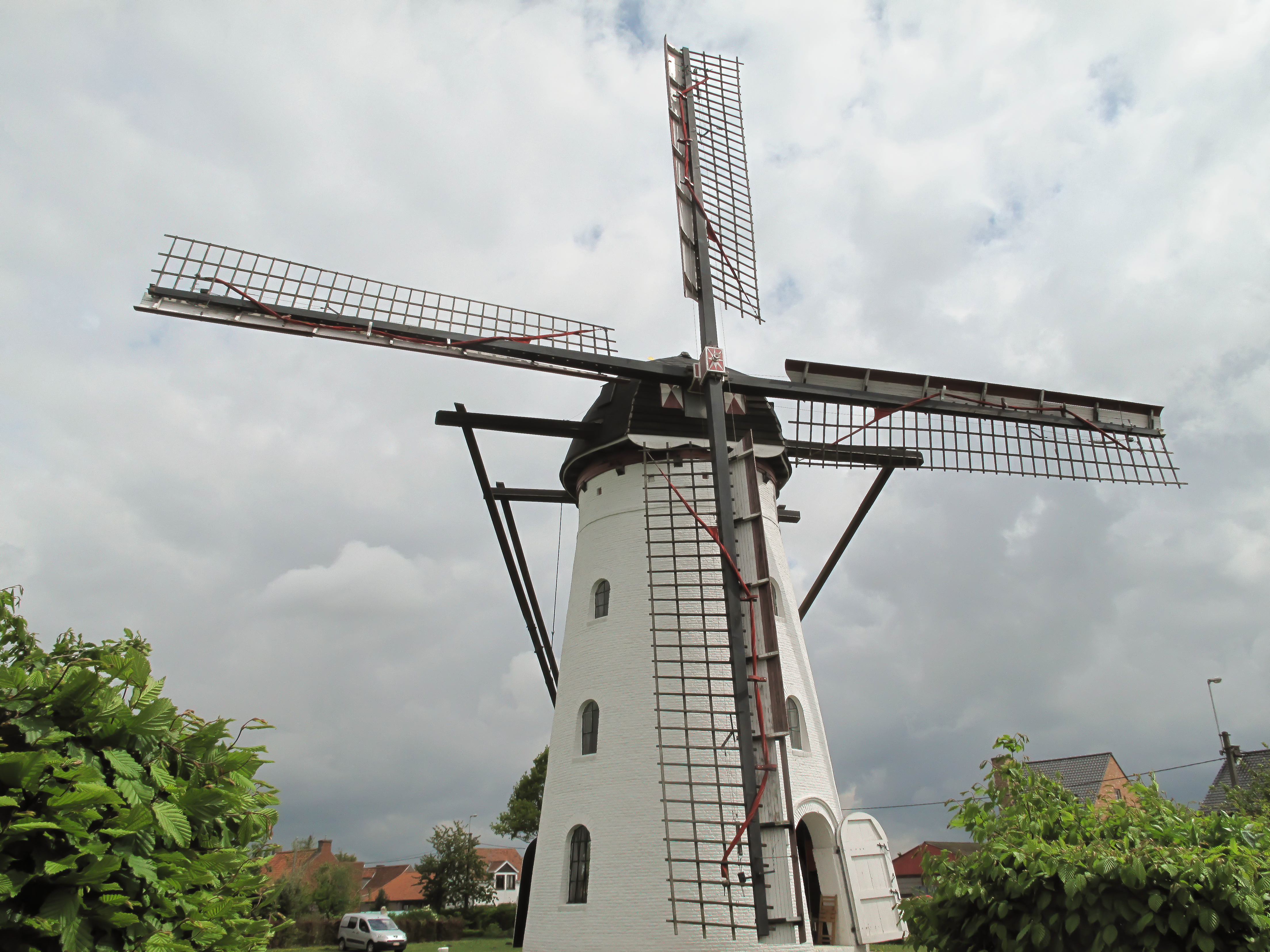
Ertvelde, Mühle: de Stenenmolen

## Persönlichkeiten
- Albert-Leo Bundervoet (1917–1989), römisch-katholischer Ordensgeistlicher, Erzbischof von Rabaul
- Arsène Rijckaert (1924–2017), Radrennfahrer, geboren in Ertvelde